# Titanatemnus sjoestedti
Titanatemnus sjoestedti es una especie de arácnido del orden Pseudoscorpionida de la familia Atemnidae.

## Distribución geográfica
Se encuentra en el oeste de África.